# Perro Nick
Perro Nick és un còmic de l'autor català Miguel Gallardo, publicat inicialment per entregues el 1984 a partir del número 58 de la revista mensual underground El Víbora. El 1991, l'editorial Casset el va publicar íntegrament en format àlbum.
El 1992 el còmic fou guardonat amb el premi a la millor obra del Saló Internacional del Còmic de Barcelona. Prèviament, el 1985, el Saló ja havia recompensat el capítol "Psico killer", publicat a El Víbora, amb el premi a la millor historieta.
El 2020, l'editorial La Cúpula va recuperar el còmic, atorgant-li el títol Los casos de Perro Nick. La nova edició incloïa pàgines inèdites i material gràfic addicional relacionat amb el personatge Perro Nik.

## Argument i històries
Perro Nick és una paròdia de les novel·les i pel·lícules americanes de gènere policíac dels anys 1950. Les històries estan relatades amb un to hilarant i surrealista amb el qual es subverteixen els tòpics del llenguatge propi del gènere negre i detectivesc.
| Número | Títol              |
| ------ | ------------------ |
| 1      | Psycho-killer      |
| 2      | Vidas rotas        |
| 3      | Destinos cruzados  |
| 4      | Perro Nick         |
| 5      | Iron Mike          |
| 6      | If you are looking |
| 7      | A la deriva        |
| 8      | The invaders       |
| 9      | Terrytoons         |

## Estil i tècnica
Tècnicament, destaca per un ús molt viu i laboriós de la gama cromàtica del color guaix.

## Palmarès
- 1985 - Premi a la millor historiera del Saló Internacionla del Còmic de Barcelona pel capítol "Psico killer".
- 1992 - Premi a la millor obra del Saló Internacional del Còmic de Barcelona.

## Edicions
- 1991 - Perro Nick (Ed. Casset). Tapa dura. 64 pàgs. 24 x 31 cm. Amb pròleg de Marcos Ordóñez.
- 2020 - Los casos de Perro Nick (La Cúpula). Tapa dura. 100 pàgs. 32,4 x 24,7 cm. ISBN 978-84-17442-70-5.